# Birinci Divizionu 1993
Die Birinci Divizionu 1993 war die zweite Saison der zweithöchsten Fußball-Spielklasse Aserbaidschans.

## Modus
Die Liga startete in zwei Gruppen zu je 10 Mannschaften, die aufgeteilt in eine Hin- und eine Rückrunde jeweils zwei Mal gegeneinander antraten. Die Ergebnisse von FK Gənclik Şəki, FK Gənclik Hacıqabul und FK Səfəq Samux wurden annulliert, da sie weniger als die Hälfte der Spiele bestritten. Somit beendeten nur 17 Vereine die Saison.
Die beiden Tabellenersten stiegen in die Premyer Liqası 1993/94 auf.

## Vereine
| Verein                 | Stadt     |
| ---------------------- | --------- |
| MOİK Baku PFK          | Baku      |
| FK Polad Sumaqayıt     | Sumaqayıt |
| Energetik Əli Bayramlı | Şirvan    |
| FK Plastik Salyan      | Salyan    |
| Bahar Qum adası        | Qum adası |
| Çeşmə Lənkəran         | Lənkəran  |
| Ərgünəş Füzuli         | Füzuli    |
| FK Avtomobilçi Yevlax  | Yevlax    |

| Verein               | Stadt    |
| -------------------- | -------- |
| Khazri-Eltac Buzovna | Buzovna  |
| Pambıqçı Neftçala    | Baku     |
| FK Şǝmkir            | Şǝmkir   |
| Turan Tovuz 2        | Tovuz    |
| FK Göyçay            | Göyçay   |
| Mil Beyləqan         | Beyləqan |
| FK Şirvan Şamaxı     | Şamaxı   |
| FK Şirvan Ağdaş      | Ağdaş    |
| FK Çıraqqala Siyəzən | Siyəzən  |

## Abschlusstabellen

### Gruppe A
| Pl. | Verein                     | Sp. | S  | U | N  | Tore    | Diff. | Punkte |
| --- | -------------------------- | --- | -- | - | -- | ------- | ----- | ------ |
| 1.  | FK Avtomobilçi Yevlax (A)  | 14  | 10 | 2 | 2  | 035:150 | +20   | 22:60  |
| 2.  | FK Polad Sumaqayıt (N)     | 14  | 10 | 1 | 3  | 040:170 | +23   | 21:70  |
| 3.  | FK Plastik Salyan (A)      | 14  | 7  | 1 | 6  | 022:220 | ±0    | 15:13  |
| 4.  | Energetik Əli Bayramlı (A) | 14  | 6  | 3 | 5  | 021:210 | ±0    | 15:13  |
| 5.  | MOİK Baku PFK              | 14  | 4  | 5 | 5  | 023:280 | −5    | 13:15  |
| 6.  | Bahar Qum adası            | 14  | 3  | 6 | 5  | 018:240 | −6    | 12:16  |
| 7.  | Çeşmə Lənkəran (N)         | 14  | 4  | 2 | 8  | 019:240 | −5    | 10:18  |
| 8.  | Ərgünəş Füzuli (N)         | 14  | 1  | 2 | 11 | 011:380 | −27   | 04:24  |
| 9.  | FK Gənclik Şəki            | 0   | 0  | 0 | 0  | 000:000 | ±0    | 0:0    |
| 9.  | FK Gənclik Hacıqabul (N)   | 0   | 0  | 0 | 0  | 000:000 | ±0    | 0:0    |

| (A) | Absteiger aus der Premyer Liqası 1992 |
| (N) | Neuling                               |

### Gruppe B
| Pl. | Verein                   | Sp. | S  | U | N  | Tore    | Diff. | Punkte |
| --- | ------------------------ | --- | -- | - | -- | ------- | ----- | ------ |
| 1.  | Khazri-Eltac Buzovna (N) | 16  | 14 | 1 | 1  | 048:300 | +45   | 29:30  |
| 2.  | Pambıqçı Neftçala        | 16  | 10 | 3 | 3  | 036:120 | +24   | 23:90  |
| 3.  | FK Şəmkir (N)            | 16  | 10 | 2 | 4  | 024:140 | +10   | 22:10  |
| 4.  | FK Şirvan Şamaxı (A)     | 16  | 5  | 4 | 7  | 023:230 | ±0    | 14:18  |
| 5.  | Turan Tovuz 2 (N)        | 16  | 5  | 3 | 8  | 017:270 | −10   | 13:19  |
| 6.  | FK Çıraqqala Siyəzən (A) | 16  | 5  | 2 | 9  | 019:210 | −2    | 12:20  |
| 7.  | FK Şirvan Ağdaş          | 16  | 5  | 2 | 9  | 020:410 | −21   | 12:20  |
| 8.  | Mil Beyləqan             | 16  | 3  | 4 | 9  | 008:410 | −33   | 10:22  |
| 9.  | FK Göyçay (N)            | 16  | 3  | 3 | 10 | 014:270 | −13   | 09:23  |
| 10. | FK Səfəq Samux (N)       | 0   | 0  | 0 | 0  | 000:000 | ±0    | 0:0    |

| (A) | Absteiger aus der Premyer Liqası 1992 |
| (N) | Neuling                               |

## Spiel um Platz 3
| Zweiter Gruppe A   | Ergebnis | Zweiter Gruppe B  |
| ------------------ | -------- | ----------------- |
| FK Polad Sumaqayıt | 4:3      | Pambıqçı Neftçala |

## Meisterfinale
| Sieger Gruppe B      | Ergebnis | Sieger Gruppe A       |
| -------------------- | -------- | --------------------- |
| Khazri-Eltac Buzovna | 2:0      | FK Avtomobilçi Yevlax |